# Robertus ussuricus
Robertus ussuricus là một loài nhện trong họ Theridiidae.
Loài này thuộc chi Robertus. Robertus ussuricus được Kirill Yuryevich Eskov miêu tả năm 1987.